# راشيل وود
راشيل وود (بالإنجليزية: Rachel Wood)‏ (10 مايو 1990 بلونغ بيتش في الولايات المتحدة - ) هي لاعبة كرة قدم أمريكية في مركز الدفاع. شاركت مع منتخب الولايات المتحدة تحت 20 سنة للسيدات لكرة القدم. أما مع النوادي، فقد لعبت مع بوسطن بريكرز ونادي فيكينغور.

## وصلات خارجية
- راشيل وود على موقع قاعدة بيانات كرة القدم.إي يو (الإنجليزية)
- راشيل وود على موقع Soccerway.com (الإنجليزية)